# 範ちゃん通信
範ちゃん通信（のりちゃんつうしん）は、1988年10月16日から1993年3月まで毎日放送（MBSラジオ）で放送されていたラジオ番組。パーソナリティは小川範子。

## 概要
1988年10月放送開始当初の放送時間は毎週日曜日 21:00 - 21:25（ナイターオフ枠）。当初、当時若手で売り出し中だった今田耕司が共演者としてレギュラー出演していた。1989年4月、プロ野球シーズンに入ってナイターイン編成が始まると共に、当時日曜深夜で放送されていた『Radio THIS』（25:35 - 27:00）内へ移動、同番組初のフロート番組となって放送を開始した。この時から放送時間は10分短縮されて週一回の15分番組となり、基本的に小川の単独出演となって、共演していた今田は「仮面範ダー」コーナーが放送される時など不定期の出演となった。『Radio THIS』から引き続いて1992年10月よりその後継番組『ヤンタン茶屋町学園』内の内包番組となって放送、1993年4月でレギュラー放送を終了した。
お便りを送ったリスナーの中から抽選で小川直筆の「サンキューカード」が送られていた。また、はがきや手紙に電話番号を一緒に書いた場合、小川からリスナーに突然電話したことがあったという。
プレゼント企画が多く、毎月小川自身が身に着けていた物の中から選んでプレゼントされる「謎のプレゼント」があり、その中にはハイソックスや靴下、ドラマのために切った髪の毛などがあった。これは毎月リスナーが予想して当てることになっており、これに正解したリスナーには更に「範ちゃんグッズセット」がプレゼントされていた。

## 主なコーナー
そっくり範ちゃん
- リスナーからの写真投稿がきっかけでスタートしたコーナー。「最優秀そっくりさん」に選ばれた人は小川と直接対面できた。また、送られた写真はアルバムにして小川の元に寄贈された[4]。

範ちゃんファイブ
- 小川自身があらゆるものの中からベスト5にランキング付けして紹介していた[3]。

範ちゃんのバストサイズを当てるコーナー
- 1989年（当時16歳）当時、身体測定で小川自身の身長が縮んでいたことがわかり、「今はバストのサイズも小さくなっているのでは」という憶測で番組中を賑わしたことから始まったコーナー[3]。

絵本の説明コーナー
朗読コーナー
替え歌コーナー
- 小川の曲で替え歌を作るコーナー[8]。元々「カラオケコーナー」だったのが企画変更されたもの[9]。

ラジオドラマ「代議士の妻たちII・番外編」
- 小川が実際に出演していたTBSのテレビドラマ『代議士の妻たちII』の番外編的パロディ企画。

ラジオドラマ「仮面範ダー」
- 『仮面ノリダー』からタイトルを拝借した、本家ノリダーと同じく仮面ライダーシリーズのパロディ企画。今田耕司は主に怪人役で出演していた。マネージャーも出演したことがある[10]。このコーナーの中で、小川自ら歌唱する「範ダーの歌」が作られた[11]。
他

## 備考
本番組が日曜21:00 - 21:25枠でスタートした当初、同じ1988年10月からニッポン放送で同じ小川範子パーソナリティの『小川範子 だって15才』がスタートしたが、その放送時間が本番組と全く同じ時間帯（毎週日曜21:00 - 21:30）だった。